# مسييه 106

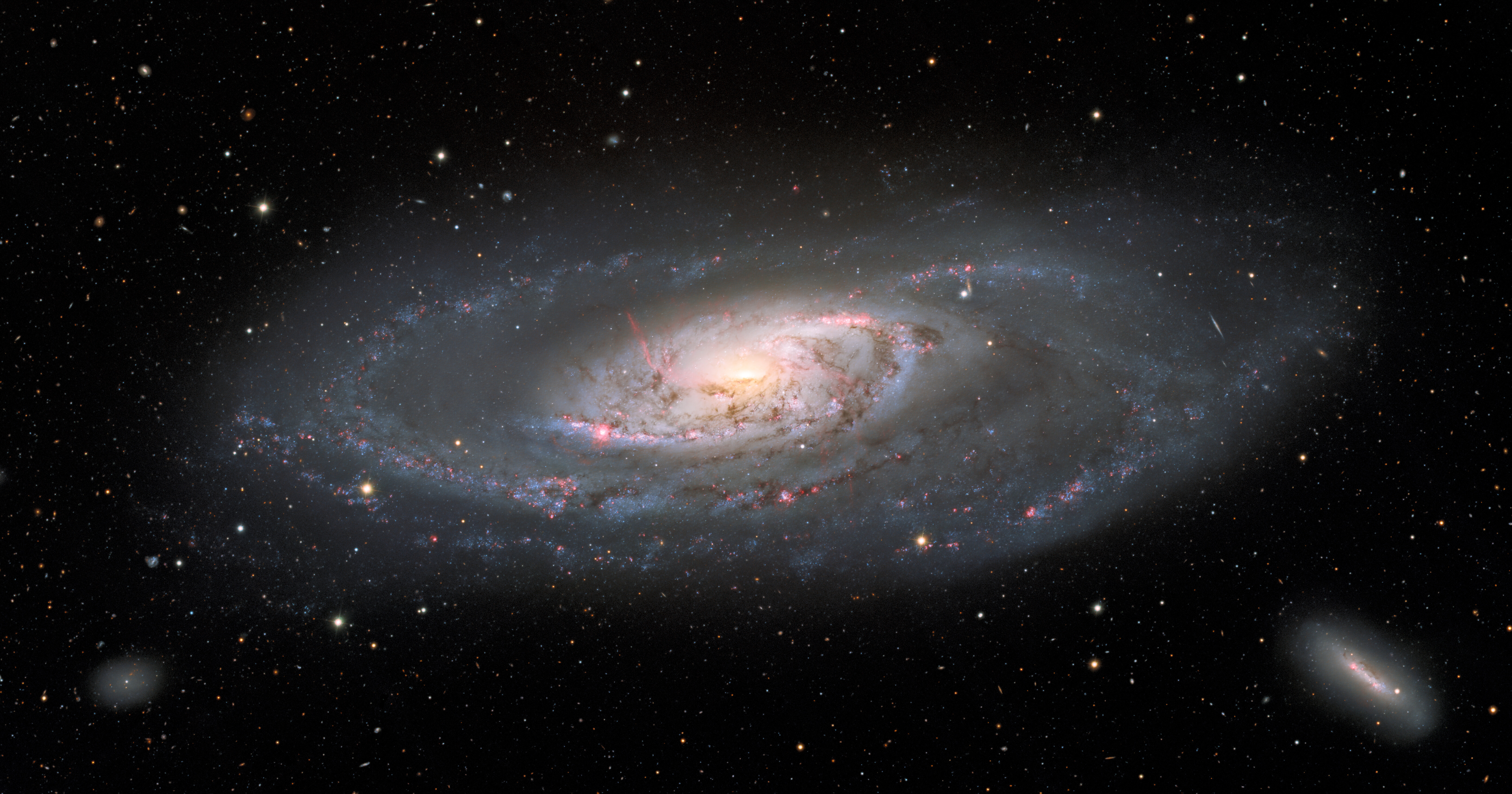
مسييه 106

مسييه 106أو م106 (بالإنجليزية : Messier 106 وتعرف أيضا طبقا ل الفهرس العام الجديد NGC 4258) هي مجرة حلزونية توجد في كوكبة السلوقيان. اكتشفها بيير ميشان عام 1781، وهي تبعد عن الأرض بين 22 و 25 مليون سنة ضوئية وهي بذلك لا تنتمي إلى المجموعة المحلية من المجرات. وهي تصنف في نفس الوقت كمجرة من نوع مجرة زايفرت والتي تتميز بإصدارها أشعة سينية وبعض خطوط الطيف الغريبة بحيث يُعتقد أن بعض أجزاءها ينهار نحو المركز حيث يوجد ثقب أسود فائق الضخامة. وربما كانت المجرة NGC 4217 تابعة لها.

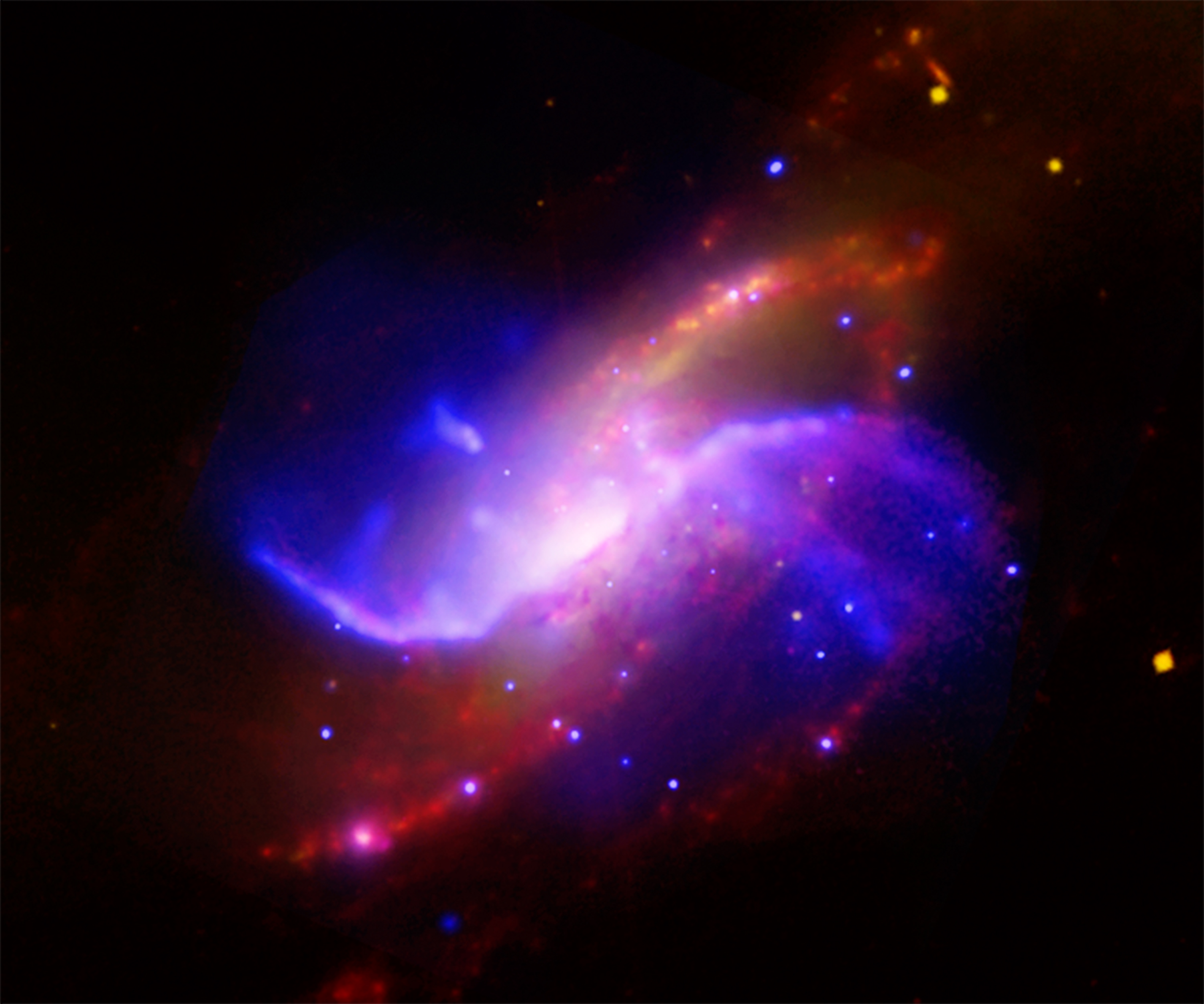
صورة مركبة بالأشعة تحت الحمراء والأشعة السينية والراديوية والضوء المرئي (الأشعة السينية - الأزرق، الضوء المرئي- الذهبي، الأشعة تحت الحمراء - الأحمر، الراديوية - الأرجواني)

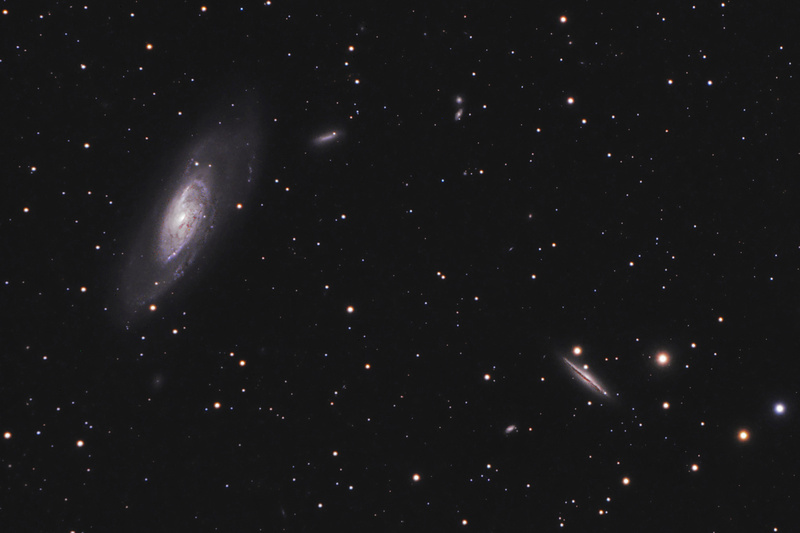
صورة لأحد الهواة وتبين المجرة مسييه 106 والمجرة الحلزونية NGC 4217 التي ربما تتبعها إلى اليمين.

## اقرأ أيضا
- مجرة إهليجية
- مجرة حلزونية
- مجرة قزمة
- نجم
- مجرة
- قزم أبيض
- عملاق أحمر
- الانفجار العظيم
- خط زمني للانفجار العظيم
- نجم نيوتروني
- ثقب أسود
- مجرة مظلمة
- مجموعة السلوقيان المجرية الثانية

## وصلات خارجية
- موقع الكون